# 바우케리아과
바우케리아과(Vaucheriaceae)는 황록조강에 속하는 조류과의 하나이다. 바우케리아목(Vaucheriales)의 유일한 과이다. 바우케리아를 포함하여 3속 103종으로 이루어져 있다.

## 하위 속
- Pseudodichotomosiphon - 유일종 P. constricta
- 바우케리아속 (Vaucheria) - 100종
- Vaucheriella - 유일종 V. hamata
- Vaucheriopsis - 유일종 V. sinensis